# Organy w kościele Świętej Trójcy w Gdańsku

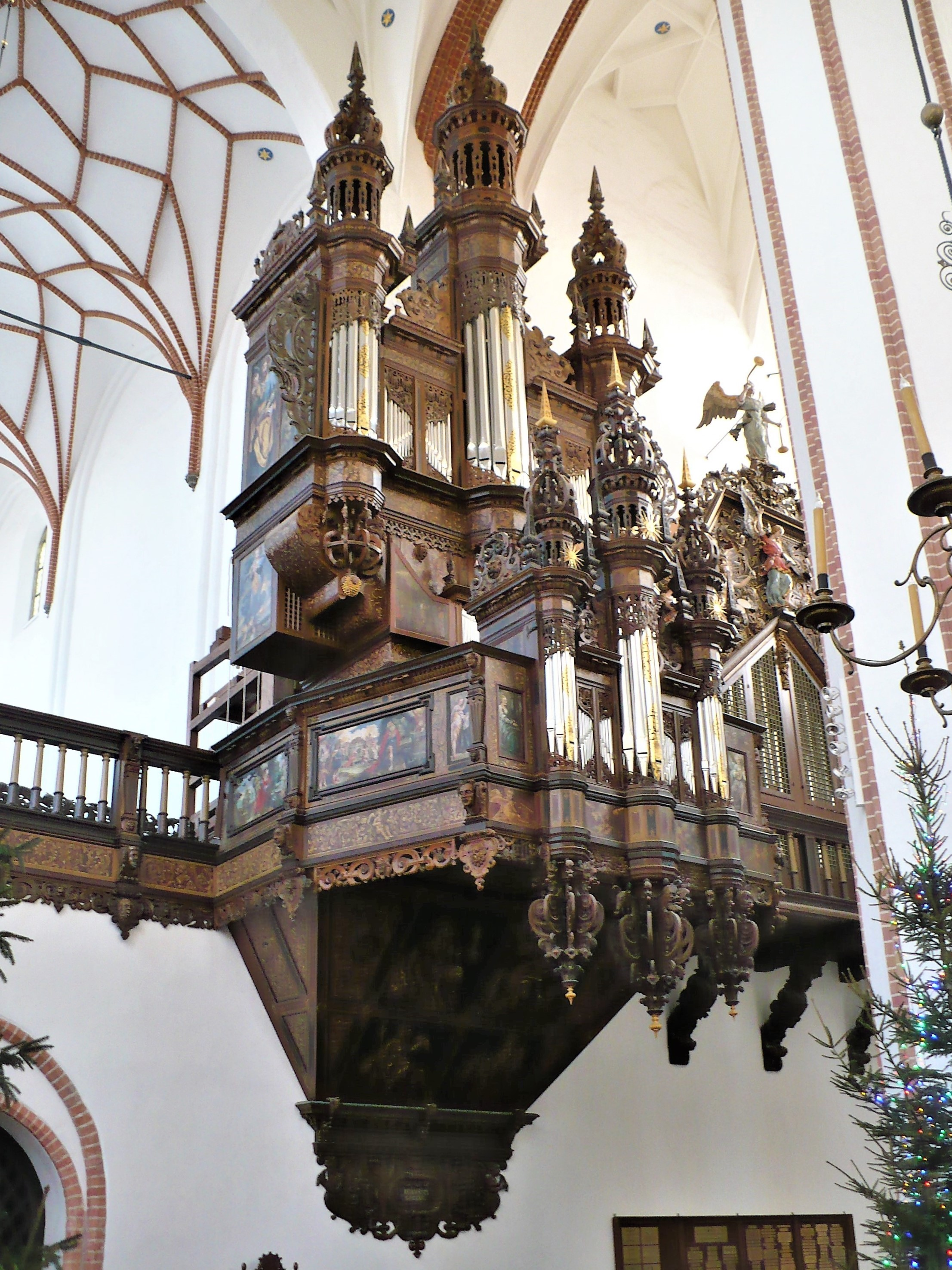

Organy w kościele Świętej Trójcy w Gdańsku – 45-głosowe manierystyczno-barokowe organy piszczałkowe z mechaniczną trakturą w kościele Świętej Trójcy w Gdańsku. Instrument umieszczony jest we wschodniej części budynku i posiada pięć sekcji brzmieniowych (w tym dwie pedałowe). Zbudowany został przez organmistrza Mertena Friese w latach 1616–1618, a później wielokrotnie przebudowywany. Obecny instrument pochodzi z rekonstrukcji przeprowadzonej w latach 2008–2018.

## Charakterystyka
Organy osadzone są na zorientowanym prostopadle do osi budynku balkonie w przedniej części kościoła, na prawo od lektorium. Trójwieżowa część główna pośrodku balkonu mieści sekcje Hauptwerk (główny zespół brzmieniowy), Brustwerk i Klein Pedal, przed nią – w balustradzie "jaskółczego gniazda" znajduje się szafa z Rückpositivem, a na prawo od części głównej – szafa z sekcją Gross Pedal. Instrument posiada 2441 piszczałek. Największa piszczałka ma wysokość 4,5 metra, a najmniejsza 5 centymetrów. W odbudowie uczestniczyło w sumie 70 osób, które spędziły 36 tysięcy godzin nad renowacją. Organy zbudowane są z drewna, metalu i skóry. 70 elementów zostało wyprodukowanych współcześnie w celu zastąpienia zniszczonych lub zaginionych części.

### Dyspozycja
Dyspozycja organów po renowacji zakończonej w 2018 roku:
| Manuał I Rückpositiv | Manuał II Hauptwerk | Manuał III Brustwerk                                                      | Pedał                                                         | Pedał | Pedał |
| --- | --- | ------------------------------------------------------------------------- | ------------------------------------------------------------- | --- | ----- |
| Manuał I Rückpositiv | Manuał II Hauptwerk | Manuał III Brustwerk                                                      | Gross Pedal                                                   | Klein Pedal                                                                                              |       |
| Principal 8′ Salicinal 8′ Hollflöt 8′ Quintadöna 8′ Octava 4′ Waldflöt 2′ Octava 2′ Sesquialter II Sedecima 1′ Mixtur V Trompet 8′ Hautbois 8′ | Principal 16′ Quintadöna 16′ Octava 8′ Viol di Gamba 8′ Spielflöt 8′ Octava 4′ Hollflöt 4′ Quinta 3′ Octava 2′ Mixtur VI Fagot 16′ Vox Humane 8′ | Flöt 8′ Principal 4′ Flöt 4′ Octava 2′ Quinta 1 1/3′ Schwigel 1′ Regal 8′ | Unter Bass 32′ Violon 16′ Salicinal 8′ Posaune 16′ Trompet 8′ | Subbass 16′ Octava 8′ Flöt 8′ Octava 4′ Quinta Bass II Mixtur VI Krumhorn 8′ Schallmaÿ 4′ Cornet Bass 2′ |       |